# Glühlichtsalmler
Der Glühlichtsalmler (Hemigrammus erythrozonus) ist eine südamerikanische Salmlerart. Wegen seiner attraktiven Farbgebung ist er als Zierfisch beliebt und wurde bereits 1933 erstmals in Deutschland eingeführt. Die systematische Einordnung des Glühlichtsalmlers und seine Zugehörigkeit zur Gattung Hemigrammus wird bereits seit längerer Zeit diskutiert.

## Verbreitung und Lebensraum
Der Glühlichtsalmler lebt in Guayana im Einzugsgebiet des Essequibo. Er ist dort in schattigen Waldbächen mit Wassertemperaturen zwischen 24 und 28 Grad Celsius zu finden.

## Merkmale
Männliche Glühlichtsalmler erreichen eine Gesamtlänge von 4,5 Zentimetern, die Weibchen bleiben mit maximal 3,5 Zentimetern kleiner. Über den graubraun bis olivgrün gefärbten Körper zieht sich vom Hinterrand des Kiemendeckels bis zur Basis der Schwanzflosse ein breiter, rubinroter Streifen. Unter künstlicher Beleuchtung zeigt sich auf diesem Streifen eine goldschimmernde Linie. Die obere Hälfte der Iris ist rot gefärbt, ebenso die ersten Strahlen der Rückenflosse. Ein schwächeres Rot zeigen auch die ersten Strahlen der Afterflosse. Die Spitzen von Schwanz-, After- und Bauchflossen sind elfenbeinfarben.
Weibchen sind eher rundlich und wirken fülliger, männliche Tiere sind deutlich schlanker und ihre Bauchpartie wirkt etwas eingefallen. Ihre Afterflosse ist zudem vorn etwas verlängert. Wie bei vielen Salmlern ist die Schwimmblase der Weibchen in Richtung After leicht gekrümmt, die der Männchen ist gerade.
Anzahl der Flossenstrahlen:
- Dorsale 11
- Anale 20–22

## Lebensweise
Kleine Wirbellose stellen die hauptsächliche Nahrungsquelle des in Schwärmen lebenden Glühlichtsalmlers dar, er nimmt aber auch pflanzliche Nahrung auf. Wie viele andere Salmler ist auch diese Art ein Freilaicher, der keine Brutpflege betreibt. Bei jeder Paarung werden in dichter Vegetation jeweils zehn bis zwanzig Eier abgegeben. Die farblosen und transparenten Eier sind nicht klebrig und sinken auf den Gewässergrund. Die Larven schlüpfen nach 24 Stunden. Nach Ablauf von etwa einer Woche schwimmen sie frei. Acht bis neun Monate nach dem Schlupf erreicht der schnellwüchsige Nachwuchs selbst die Fortpflanzungsfähigkeit.

## Aquaristik

### Haltung und Pflege
Glühlichtsalmler sind friedfertige Schwarmfische, die für Gesellschaftsbecken geeignet sind. Sie sollen in Aquarien mit gedämpftem Licht gehalten werden, damit ihre Farbe gut zur Geltung kommt. Die ersten Tiere wurden bereits 1933 eingeführt.

### Rechtsvorschrift in Österreich
In Österreich sind die Mindestanforderungen zur Haltung von Fischen in der Verordnung 486 im §7 und deren Anlage 5 definiert. Siehe dazu auch den Wikipedia-Eintrag Zierfische.
Speziell für Glühlichtsalmler gilt zusätzlich: Es müssen mindestens 5 Tiere dieser Art gehalten werden und folgende Grenzwerte sind einzuhalten:
|                                  | Wert         | Anmerkung                         |
| -------------------------------- | ------------ | --------------------------------- |
| Mindestgröße des Aquariums       | 60 × 30 × 30 | Länge × Breite × Höhe in [cm]     |
| Bereich für die Wassertemperatur | 23 – 29      | Grad Celsius [°C]                 |
| Bereich für die Wasserhärte      | 0 – 15       | Grad deutscher Gesamthärte [⁰dGH] |
| Bereich pH-Wert                  | 5,0 – 8,0    | Säuregrad                         |
| Maximalwert Nitrat               | 50           | [mg/l]                            |